# デイヴィッド・ワース・クラーク
デイヴィッド・ワース・クラーク、別名:D・ワース・クラーク(David Worth Clark, 1902年4月2日-1955年6月19日)は、アメリカ合衆国アイダホ州出身の政治家(民主党)。連邦下院議員を2期、連邦上院議員を1期務めた。

## 経歴
1902年4月2日、デイヴィッド・ワース・クラークはボンネビル郡アイダホフォールズで生まれ、1922年にノートルダム大学を卒業した。1925年にハーバード・ロー・スクールを卒業すると、同年に弁護士資格を取得してアイダホ州ポカテッロで弁護士活動を開始した。1933年から1935年までの州司法長官補佐として務めたのち、1934年選挙でアイダホ州第2選挙区から連邦下院議員に選出された。同選挙区選出のトマス・コフィン連邦下院議員は任期中の1933年3月4日に急死していたため、数ヶ月の間議席が空席であった。1936年選挙ではヘンリー・ドワシャークを破って再選を果たしている。
| 年     | 民主党              | 票数   | 得票率 |  | 共和党                 | 票数   | 得票率 |
| ------ | ------------------- | ------ | ------ |  | ---------------------- | ------ | ------ |
| 1934年 | D・ワース・クラーク | 57,547 | 60.7%  |  | Heber Q. Hale          | 37,200 | 39.3%  |
| 1936年 | D・ワース・クラーク | 67,238 | 60.5%  |  | ヘンリー・ドワシャーク | 43,834 | 39.5%  |

1938年、クラークは上院議員選挙に出馬し、8月の民主党予備選挙で現職のジェームズ・ポープを破って指名を獲得。総選挙では、共和党のドナルド・A・カラハン元州議会議員に勝利した。1944年の民主党予備選挙でグレン・テイラーに敗れ、再選を逃した。1950年、クラークは上院議員議席奪還を目指し、予備選挙でテイラーを破ったが、共和党のハーマン・ウェルカー州上院議員に敗れた。
クラークは落選後ボイシとワシントンD.C.で弁護士業を再開した。1954年にロサンゼルスに移り、ラジオ局や銀行業に携わった。1955年6月19日、妻や末娘とテレビを見ていたクラークは南カリフォルニアの自宅で心臓発作により53歳で亡くなり、カリフォルニア州カルバーシティのホーリー・クロス墓地に埋葬された。
| 年     | 民主党              | 票数   | 得票率 |  | 共和党                | 票数    | 得票率 |  | その他      | 政党   | 票数 | 得票率 |
| ------ | ------------------- | ------ | ------ |  | --------------------- | ------- | ------ |  | ----------- | ------ | ---- | ------ |
| 1938年 | D・ワース・クラーク | 99,801 | 54.7%  |  | ドナルド・A・カラハン | 81,939  | 44.9%  |  | V.A. Verbei | 進歩党 | 845  | 0.46%  |
| 1950年 | D・ワース・クラーク | 77,180 | 38.3%  |  | ハーマン・ウェルカー  | 124,237 | 61.7%  |  |             |        |      |        |

## 親族
- おじ：バルジラ・クラーク（英語版）- アイダホフォールズ市長、第16代アイダホ州知事
- おじ：チェイス・A・クラーク（英語版）- 第18代アイダホ州知事、アイダホ地区連邦地方裁判所主任判事
- 従姉妹：ベサイン・クラーク - チェイスの娘。夫はフランク・チャーチ上院議員(アイダホ州選出)
- 従甥：フランク・フォレスター・チャーチ4世（英語版）- べサインとフランクの息子。神学者。
- 義姉：ルシール - 妻バージルの妹。夫は第24代アイダホ州知事のロバート・スマイリー（英語版）[5]。